# Billy Connolly
William "Billy" Connolly, Jr., (sinh 24/11/1942) là một diễn viên hài, nhạc công Scotland. Đôi khi, đặc biệt ở quê hương Scotland, ông được biết đến với tên 'The Big Yin' ('The Big One'). Công việc đầu tiên của ông vào đầu thập niên 1960 là làm thợ hàn (đặc biệt là thợ nồi hơi) ở các xưởng đóng tàu Glasgow nhưng sau này ông đã bỏ các công việc này vào cuối thập kỷ để theo đuổi nghề ca sĩ nhạc dân ca ở Humblebums và sau đó là người hát solo. Đầu thập niên 1970s, ông chuyển đổi từ ca sĩ hát nhạc dân ca diễn xuất hài hước thành viên hài chính thức.
Connolly cũng là một diễn viên, và đã xuất hiện trong các phim như  Indecent Proposal (1993); Muppet Treasure Island (1996); Mrs. Brown (1997), for which he was nominated for a BAFTA; The Boondock Saints (1999); The Man Who Sued God (2001); Water (1985); The Last Samurai (2003); Timeline (2003); Lemony Snicket's A Series of Unfortunate Events (2004); Garfield: A Tail of Two Kitties (2006); Open Season (2006); The X-Files: I Want to Believe (2008); vàOpen Season 2 (2008). Connolly đã diễn lại vai Noah "Il Duce" MacManus trong The Boondock Saints II: All Saints Day. Connolly đóng vai vua của Lilliput trong phim đóng lại 2010 Gulliver′s Travels.

## Thời trẻ
Connolly sinh ở 69 Dover Street ("trên vải sơn lót sàn, ba tầng lên" "hồi 6 giờ vào buổi tối") tại Anderston, Glasgow, cha là William Connolly và mẹ là Mary "Mamie" (McLean) Connolly, một công nhân quán tự phục vụ bệnh viện. Ông của Connolly là người nhập cư Ai Len. Năm 1946, khi cậu bé chỉ vừa bốn tuổi, mẹ của Connolly bị bỏ rơi con của bà khi cha ông còn trong quân đội. Connolly và em gái của mình, Florence, được chăm sóc bởi hai bà cô, Margaret và Mona Connolly, chị em của cha mình. Tiểu sử của ông, được viết bởi vợ Pamela Stephenson, ghi chép lại những năm bị lạm dụng tình dục bởi cha của mình, bắt đầu từ khi cậu lên 10 và kéo dài cho đến khi ông là khoảng mười lăm.